# Familienernährer
Familienernährer oder Hauptverdiener bezeichnet die soziale Rolle einer Person, die den wesentlichen Anteil zum Lebensunterhalt ihrer eigenen Familie einbringt. Leben Eltern mit ihren finanziell abhängigen Kindern und ihrem Partner in einem Haushalt (Kleinfamilie), ist der Familienernährer oder Hauptverdiener derjenige Elternteil oder Partner, der den wesentlichen Anteil des Haushaltseinkommens erwirtschaftet. Der Lebensunterhalt bezieht sich dabei auf die durch ihn erbrachten wirtschaftlichen Leistungen für die finanziell abhängigen Kinder, gegebenenfalls den eigenen Partner sowie für sich selbst.
Von der Wortherkunft bezieht sich Familienernährer darauf, dass die Person über den wirtschaftlichen Lebensunterhalt für die eigene Familie auch zu ihrer Ernährungssicherung beiträgt. Die Bezeichnung wird im Allgemeinen mit Bezug auf das tatsächliche Einkommen verwendet und ist nicht notwendigerweise direkt an tatsächliche finanzielle Geldleistungen, an Ergebnisse familiärer Aushandlungensprozesse über die Verfügung über Geld, an die Höhe rechtlicher Unterhaltspflichten (Kindesunterhalt, Ehegattenunterhalt, Elternunterhalt) oder andere Unterhaltsleistungen gekoppelt. Der Einsatz anderer Ressourcen als Einkommen oder Geld – etwa der Einsatz von Zeit und das Erbringen von Fürsorgeleistungen – bleibt bei der Verwendung der Bezeichnung Familienernährer oder Hauptverdiener üblicherweise unberücksichtigt.

## Engere Definitionen
Familienernährer können beide Eltern zugleich sein (Doppelversorgermodell) oder ein Elternteil als Hauptverdiener (Ernährermodell) oder ein Alleinerziehender. Auch bei grundsätzlich egalitär ausgerichteten Paaren kann es bei beruflicher Auszeit, Arbeitslosigkeit oder Berufsunfähigkeit eines Partners dazu kommen, dass einer der beiden Partner zeitweise Hauptverdiener oder auch alleiniger Familienernährer ist.
Teilweise wird der Begriff Familienernährer jedoch enger gefasst und bezeichnet dann eine Person, die alleine oder zu einem größeren Teil als der Partner zum Familieneinkommen beiträgt. Sozialforscherinnen Ute Klammer und Christina Klenner verwenden den Begriff, noch etwas enger gefasst, nur für Personen, die deutlich mehr als der Partner zum Familieneinkommen beitragen, also zum Beispiel mindestens 60 % des Familieneinkommens bestreiten; Familien mit zwei ungefähr gleich viel beitragenden Partnern hätten nach dieser Definition keinen Familienernährer.

## Familienernährer- und Geschlechterrolle
Als Stereotyp hat das Bild des (männlichen) Familienernährers und der (weiblichen) Hausfrau von wesentlicher Bedeutung.
Die soziale Rolle als Familienernährer fällt in der Realität häufig bestimmten Aufteilungen der Geschlechterrollen zusammen: in Paaren ist häufiger der Mann der Familienernährer, alleinerziehender Familienernährer hingegen ist häufiger eine Frau.
Innerhalb von Paaren geht eine Übernahme der Hauptverantwortung für das Familieneinkommen durch die Frau nur in manchen Fällen mit einer Umkehrung der verbreiteten Geschlechterrollen bezüglich Haus- und Familienarbeit einher.
Für beruflich engagierte Frauen kann dies eine entsprechend höhere Gesamtbelastung in beiden Lebensbereichen Beruf und Familie bedeuten.
Die Erwartung der eigenen Ernährerrolle als Anforderung an sich selbst und als gesellschaftlich Erwartung ist Jungen sehr präsent. Ein fehlender Schulabschluss, das Fehlen eines Ausbildungsplatzes oder Langzeitarbeitslosigkeit stellen unter dieser Voraussetzung „ein bedrohliches, im doppelten Sinn existentielles Dilemma für Jungen dar“, da ohne Basis für eine existenzsichernde Beschäftigung ihre Befähigung zu einer familien-ernährenden Erwerbsarbeit gefährdet ist. Sie sehen sich dadurch nicht in der Lage, perspektivisch einer zentralen männlichen Aufgabe gerecht zu werden. Während Mädchen oder junge Frauen in einer ähnlichen Ausgangssituation „in der (un-)bewussten Wahl einer Hausfrauen- und Mutterrolle“ eine Perspektive sehen, liegt eine entsprechende Bewältigungsstrategie bei Jungen nicht unmittelbar auf der Hand. Ein alternativer, etwa auf egalitäre Geschlechterrollen oder ehrenamtliche Arbeit oder auf andere Ziele ausgerichteter Lebensentwurf setzt ein Selbstwertgefühl voraus, das gerade in dieser Situation nicht vorausgesetzt werden kann. Jungen oder jungen Männern bräuchten hierzu ein ausgeprägtes Selbstbewusstsein, das ihnen erlauben könnte, sich durch die Wahl eines alternativen Lebensentwurfs bewusst gegen gesellschaftliche Normen zu stellen. Diese Zusammenhänge werden als zentrale Gesichtspunkte für die Jungenarbeit angesehen.